# 2022-es labdarúgó-világbajnokság-selejtező (AFC)
A 2022-es labdarúgó-világbajnokság ázsiai selejtező mérkőzéseit 2019-től 2022-ig játszották le. Összesen 46 ázsiai válogatott vett részt a selejtezőn. Ázsia 4,5 kvótát kapott, ami azt jelenti, hogy 4 csapat automatikusan kijutott, 1 pedig interkontinentális pótselejtezőn juthatott ki. Ezen felül a 2022-es világbajnokság rendezője Katar automatikusan résztvevője volt a világbajnokságnak.
A selejtező négy fordulóból állt, amelyből az első kettő a 2023-as Ázsia-kupa selejtezője is volt egyben. Katar rendezőként biztosan részt vett a világbajnokságon, de a selejtező első két fordulójában is szerepelt az Ázsia-kupa selejtezője miatt. Az első két fordulóból kerültek ki a 2020-as AFC Szolidaritás Kupa résztvevői is.

## Formátum
Az ázsiai selejtező fordulói:
- Első forduló: 12 csapat vett részt (a 35–46. helyen rangsoroltak), a csapatok oda-visszavágós rendszerben mérkőztek, a hat győztes továbbjutott a második fordulóba.
- Második forduló: 40 csapat vett részt (az 1–34. helyen rangsoroltak és az első forduló 6 továbbjutója). A csapatokat nyolc darab ötcsapatos csoportba sorsolták, ahol körmérkőzéses oda-visszavágós rendszerben mérkőztek meg egymással. A nyolc csoportgyőztes és a négy legjobb második helyezett továbbjutott a harmadik fordulóba és kijutott a 2023-as Ázsia-kupára.[4]
- Harmadik forduló: 12 csapat vett részt (a második forduló 12 továbbjutója). A csapatokat két darab hatcsapatos csoportba sorsolták, ahol körmérkőzéses oda-visszavágós rendszerben mérkőztek meg egymással. A két csoportgyőztes és a két csoportmásodik kijutott a világbajnokságra, a harmadik helyezettek pótselejtező mérkőzést játszottak.
- Negyedik forduló: A harmadik forduló két harmadik helyezett csapata egyetlen mérkőzést játszott. A győztes interkontinentális pótselejtezőn vett részt.

## Rangsor
Mind a 46 ázsiai FIFA-tagország részt vett a selejtezőn. Az első fordulóhoz a rangsort a 2019. áprilisi FIFA-világranglista alapján alakították ki, amelyek az alábbi táblázatban zárójelben olvashatók. Mivel a selejtező a 2022-es világbajnokság és a 2023-as Ázsia-kupa selejtezője is volt, ezért Katar (a 2022-es vb rendezője) és Kína (a 2023-as Ázsia-kupa rendezője) is részt vett a selejtezőn.
A következő korlátozás volt érvényben:
- Kelet-Timort kizárták az Ázsia-kupa selejtezőjéből, mert a 2019-es Ázsia-kupa selejtezőjében 12 játékos jogosulatlanul szerepelt.[6] Ugyanakkor a FIFA nem zárta ki, ezért részt vett a selejtezőn, de az Ázsia-kupára nem juthatott volna ki.[7]

| Kiemelve a 2. fordulóba (1–34. helyezettek) | Az 1. forduló résztvevői (35–46. helyezettek) |
| --- | --- |
| 1. Irán (21.) 2. Japán (26.) 3. Dél-Korea (37.) 4. Ausztrália (41.) 5. Katar (55.) 6. Egyesült Arab Emírségek (67.) 7. Szaúd-Arábia (72.) 8. Kína (74.) 9. Irak (76.) 10. Szíria (83.) 11. Üzbegisztán (85.) 12. Libanon (86.) 13. Omán (86.) 14. Kirgizisztán (95.) 15. Jordánia (97.) 16. Vietnám (98.) 17. Palesztina (99.) 18. India (101.) 19. Bahrein (111.) 20. Thaiföld (114.) 21. Tádzsikisztán (120.) 22. Észak-Korea (121.) 23. Fülöp-szigetek (124.) 24. Tajvan (125.) 25. Türkmenisztán (136.) 26. Mianmar (140.) 27. Hongkong (141.) 28. Jemen (146.) 29. Afganisztán (149.) 30. Maldív-szigetek (151.) 31. Kuvait (156.) 32. Indonézia (159.) 33. Szingapúr (160.) 34. Nepál (161.) | 1. Malajzia (168.) 2. Kambodzsa (173.) 3. Makaó (183.) 4. Laosz (184.) 5. Bhután (186.) 6. Mongólia (187.) 7. Banglades (188.) 8. Guam (193.) 9. Brunei (194.) 10. Kelet-Timor (195.) 11. Pakisztán (200.) 12. Srí Lanka (202.) |

## Naptár
A 2022-es labdarúgó-világbajnokság ázsiai selejtezőjének naptára:
| Forduló         | Játéknap     | Dátum                                                 |
| --------------- | ------------ | ----------------------------------------------------- |
| Első forduló    | 1. mérkőzés  | 2019. június 6.                                       |
| Első forduló    | 2. mérkőzés  | 2019. június 11.                                      |
| Második forduló | 1. játéknap  | 2019. szeptember 5.                                   |
| Második forduló | 2. játéknap  | 2019. szeptember 10.                                  |
| Második forduló | 3. játéknap  | 2019. október 10.                                     |
| Második forduló | 4. játéknap  | 2019. október 15.                                     |
| Második forduló | 5. játéknap  | 2019. november 14.                                    |
| Második forduló | 6. játéknap  | 2019. november 19.                                    |
| Második forduló | 7. játéknap  | 2021. március 25., május 28., június 3.               |
| Második forduló | 8. játéknap  | 2020. december 4., 2021. március 30., június 7. és 9. |
| Második forduló | 9. játéknap  | 2021. március 30., május 30., június 11.              |
| Második forduló | 10. játéknap | 2021. június 13. és 15.                               |

| Forduló                         | Játéknap          | Dátum                  |
| ------------------------------- | ----------------- | ---------------------- |
| Harmadik forduló                | 1. játéknap       | 2021. szeptember 2.    |
| Harmadik forduló                | 2. játéknap       | 2021. szeptember 7.    |
| Harmadik forduló                | 3. játéknap       | 2021. október 7.       |
| Harmadik forduló                | 4. játéknap       | 2021. október 12.      |
| Harmadik forduló                | 5. játéknap       | 2021. november 11.     |
| Harmadik forduló                | 6. játéknap       | 2021. november 16.     |
| Harmadik forduló                | 7. játéknap       | 2022. január 27.       |
| Harmadik forduló                | 8. játéknap       | 2022. február 1.       |
| Harmadik forduló                | 9. játéknap       | 2022. március 24.      |
| Harmadik forduló                | 10. játéknap      | 2022. március 29.      |
| Negyedik forduló                | Egyetlen mérkőzés | 2022 május vagy június |
| Interkontinentális pótselejtező | 1. mérkőzés       | 2022 június            |
| Interkontinentális pótselejtező | 2. mérkőzés       | 2022 június            |

| Forduló          | Játéknap     | Dátum               |
| ---------------- | ------------ | ------------------- |
| Második forduló  | 7. játéknap  | 2020. március 26.   |
| Második forduló  | 8. játéknap  | 2020. március 31.   |
| Második forduló  | 9. játéknap  | 2020. június 4.     |
| Második forduló  | 10. játéknap | 2020. június 9.     |
| Harmadik forduló | 1. játéknap  | 2020. szeptember 3. |
| Harmadik forduló | 2. játéknap  | 2020. szeptember 8. |
| Harmadik forduló | 3. játéknap  | 2020. október 13.   |
| Harmadik forduló | 4. játéknap  | 2020. november 12.  |
| Harmadik forduló | 5. játéknap  | 2020. november 17.  |
| Harmadik forduló | 6. játéknap  | 2021. március 25.   |
| Harmadik forduló | 7. játéknap  | 2021. március 30.   |
| Harmadik forduló | 8. játéknap  | 2021. június 8.     |
| Harmadik forduló | 9. játéknap  | 2021. szeptember 7. |
| Harmadik forduló | 10. játéknap | 2021. október 12.   |
| Negyedik forduló | 1. mérkőzés  | 2021. november 11.  |
| Negyedik forduló | 2. mérkőzés  | 2021. november 16.  |

## Első forduló
Az 1. forduló sorsolását 2019. április 17-én, helyi idő szerint 11 órától (UTC+8) tartották Kuala Lumpurban. 
Az első mérkőzéseket 2019. június 6-án és 7-én között, a második mérkőzéseket június 11-én játszották. A párosítások győztesei továbbjutottak a második fordulóba.
| 1. csapat | Össz.Tooltip Aggregate score | 2. csapat   | 1. mérk. | 2. mérk.   |
| --------- | ---------------------------- | ----------- | -------- | ---------- |
| Mongólia  | 3–2                          | Brunei      | 2–0      | 1–2        |
| Makaó     | 1–3                          | Srí Lanka   | 1–0      | 0–3 (áll.) |
| Laosz     | 0–1                          | Banglades   | 0–1      | 0–0        |
| Malajzia  | 12–2                         | Kelet-Timor | 7–1      | 5–1        |
| Kambodzsa | 4–1                          | Pakisztán   | 2–0      | 2–1        |
| Bhután    | 1–5                          | Guam        | 1–0      | 0–5        |

## Második forduló
A 2. forduló sorsolását 2019. július 17-én, helyi idő szerint 17 órától (UTC+8) tartották Kuala Lumpurban. A nyolc csoportgyőztes és a négy legjobb második helyezett továbbjutott a harmadik fordulóba. Mivel a vb rendezője, Katar is csoportgyőztes volt, így az ötödik legjobb második helyezett is továbbjutott a harmadik fordulóba.

### A csoport
| Hely. | Csapat          | M | Gy | D | V | G+ | G– | Gk  | P  | Továbbjutás                                              |  | Szíria | Kína | Fülöp-szigetek | Maldív-szigetek | Guam |
| ----- | --------------- | - | -- | - | - | -- | -- | --- | -- | -------------------------------------------------------- |  | ------ | ---- | -------------- | --------------- | ---- |
| 1.    | Szíria          | 8 | 7  | 0 | 1 | 22 | 7  | +15 | 21 | Továbbjutott a 3. fordulóba és kijutott az Ázsia-kupára  |  | —      | 2–1  | 1–0            | 2–1             | 4–0  |
| 2.    | Kína            | 8 | 6  | 1 | 1 | 30 | 3  | +27 | 19 | Továbbjutott a 3. fordulóba                              |  | 3–1    | —    | 2–0            | 5–0             | 7–0  |
| 3.    | Fülöp-szigetek  | 8 | 3  | 2 | 3 | 12 | 11 | +1  | 11 | Továbbjutott az Ázsia-kupa selejtezőjének 3. fordulójába |  | 2–5    | 0–0  | —              | 1–1             | 3–0  |
| 4.    | Maldív-szigetek | 8 | 2  | 1 | 5 | 7  | 20 | −13 | 7  | Továbbjutott az Ázsia-kupa selejtezőjének 3. fordulójába |  | 0–4    | 0–5  | 1–2            | —               | 3–1  |
| 5.    | Guam            | 8 | 0  | 0 | 8 | 2  | 32 | −30 | 0  | Továbbjutott az Ázsia-kupa selejtezőjének rájátszásába   |  | 0–3    | 0–7  | 1–4            | 0–1             | —    |

1. ↑  Makaó biztonsági okok miatt nem utazott el a második mérkőzésre a 2019-es srí lankai merényletek miatt.[13] Az AFC továbbította az ügyet a FIFA-hoz,[14] majd 2019. június 27-én a FIFA 3–0 arányú megállapított eredménnyel Srí Lankának ítélte a mérkőzést.
2. ↑  Kína rendezőként a 2023-as Ázsia-kupa résztvevője

### B csoport
| Hely. | Csapat     | M | Gy | D | V | G+ | G– | Gk  | P  | Továbbjutás                                              |  | Ausztrália (ország) | Kuvait | Jordánia | Nepál | Kínai Köztársaság |
| ----- | ---------- | - | -- | - | - | -- | -- | --- | -- | -------------------------------------------------------- |  | ------------------- | ------ | -------- | ----- | ----------------- |
| 1.    | Ausztrália | 8 | 8  | 0 | 0 | 28 | 2  | +26 | 24 | Továbbjutott a 3. fordulóba és kijutott az Ázsia-kupára  |  | —                   | 3–0    | 1–0      | 5–0   | 5–1               |
| 2.    | Kuvait     | 8 | 4  | 2 | 2 | 19 | 7  | +12 | 14 | Továbbjutott az Ázsia-kupa selejtezőjének 3. fordulójába |  | 0–3                 | —      | 0–0      | 7–0   | 9–0               |
| 3.    | Jordánia   | 8 | 4  | 2 | 2 | 13 | 3  | +10 | 14 | Továbbjutott az Ázsia-kupa selejtezőjének 3. fordulójába |  | 0–1                 | 0–0    | —        | 3–0   | 5–0               |
| 4.    | Nepál      | 8 | 2  | 0 | 6 | 4  | 22 | −18 | 6  | Továbbjutott az Ázsia-kupa selejtezőjének 3. fordulójába |  | 0–3                 | 0–1    | 0–3      | —     | 2–0               |
| 5.    | Tajvan     | 8 | 0  | 0 | 8 | 4  | 34 | −30 | 0  | Továbbjutott az Ázsia-kupa selejtezőjének rájátszásába   |  | 1–7                 | 1–2    | 1–2      | 0–2   | —                 |

### C csoport
| Hely. | Csapat    | M | Gy | D | V | G+ | G– | Gk  | P  | Továbbjutás                                              |  | Irán | Irak | Bahrein | Hongkong | Kambodzsa |
| ----- | --------- | - | -- | - | - | -- | -- | --- | -- | -------------------------------------------------------- |  | ---- | ---- | ------- | -------- | --------- |
| 1.    | Irán      | 8 | 6  | 0 | 2 | 34 | 4  | +30 | 18 | Továbbjutott a 3. fordulóba és kijutott az Ázsia-kupára  |  | —    | 1–0  | 3–0     | 3–1      | 14–0      |
| 2.    | Irak      | 8 | 5  | 2 | 1 | 14 | 4  | +10 | 17 | Továbbjutott a 3. fordulóba és kijutott az Ázsia-kupára  |  | 2–1  | —    | 0–0     | 2–0      | 4–1       |
| 3.    | Bahrein   | 8 | 4  | 3 | 1 | 15 | 4  | +11 | 15 | Továbbjutott az Ázsia-kupa selejtezőjének 3. fordulójába |  | 1–0  | 1–1  | —       | 4–0      | 8–0       |
| 4.    | Hongkong  | 8 | 1  | 2 | 5 | 4  | 13 | −9  | 5  | Továbbjutott az Ázsia-kupa selejtezőjének 3. fordulójába |  | 0–2  | 0–1  | 0–0     | —        | 2–0       |
| 5.    | Kambodzsa | 8 | 0  | 1 | 7 | 2  | 44 | −42 | 1  | Továbbjutott az Ázsia-kupa selejtezőjének rájátszásába   |  | 0–10 | 0–4  | 0–1     | 1–1      | —         |

### D csoport
| Hely. | Csapat       | M | Gy | D | V | G+ | G– | Gk  | P  | Továbbjutás                                              |  | Szaúd-Arábia | Üzbegisztán | Palesztina | Szingapúr | Jemen |
| ----- | ------------ | - | -- | - | - | -- | -- | --- | -- | -------------------------------------------------------- |  | ------------ | ----------- | ---------- | --------- | ----- |
| 1.    | Szaúd-Arábia | 8 | 6  | 2 | 0 | 22 | 4  | +18 | 20 | Továbbjutott a 3. fordulóba és kijutott az Ázsia-kupára  |  | —            | 3–0         | 5–0        | 3–0       | 3–0   |
| 2.    | Üzbegisztán  | 8 | 5  | 0 | 3 | 18 | 9  | +9  | 15 | Továbbjutott az Ázsia-kupa selejtezőjének 3. fordulójába |  | 2–3          | —           | 2–0        | 5–0       | 5–0   |
| 3.    | Palesztina   | 8 | 3  | 1 | 4 | 10 | 10 | 0   | 10 | Továbbjutott az Ázsia-kupa selejtezőjének 3. fordulójába |  | 0–0          | 2–0         | —          | 4–0       | 3–0   |
| 4.    | Szingapúr    | 8 | 2  | 1 | 5 | 7  | 22 | −15 | 7  | Továbbjutott az Ázsia-kupa selejtezőjének 3. fordulójába |  | 0–3          | 1–3         | 2–1        | —         | 2–2   |
| 5.    | Jemen        | 8 | 1  | 2 | 5 | 6  | 18 | −12 | 5  | Továbbjutott az Ázsia-kupa selejtezőjének 3. fordulójába |  | 2–2          | 0–1         | 1–0        | 1–2       | —     |

### E csoport
| Hely. | Csapat      | M | Gy | D | V | G+ | G– | Gk  | P  | Továbbjutás                                              |  | Katar | Omán | India | Afganisztán | Banglades |
| ----- | ----------- | - | -- | - | - | -- | -- | --- | -- | -------------------------------------------------------- |  | ----- | ---- | ----- | ----------- | --------- |
| 1.    | Katar       | 8 | 7  | 1 | 0 | 18 | 1  | +17 | 22 | Kijutott az Ázsia-kupára                                 |  | —     | 2–1  | 0–0   | 6–0         | 5–0       |
| 2.    | Omán        | 8 | 6  | 0 | 2 | 16 | 6  | +10 | 18 | Továbbjutott a 3. fordulóba és kijutott az Ázsia-kupára  |  | 0–1   | —    | 1–0   | 3–0         | 4–1       |
| 3.    | India       | 8 | 1  | 4 | 3 | 6  | 7  | −1  | 7  | Továbbjutott az Ázsia-kupa selejtezőjének 3. fordulójába |  | 0–1   | 1–2  | —     | 1–1         | 1–1       |
| 4.    | Afganisztán | 8 | 1  | 3 | 4 | 5  | 15 | −10 | 6  | Továbbjutott az Ázsia-kupa selejtezőjének 3. fordulójába |  | 0–1   | 1–2  | 1–1   | —           | 1–0       |
| 5.    | Banglades   | 8 | 0  | 2 | 6 | 3  | 19 | −16 | 2  | Továbbjutott az Ázsia-kupa selejtezőjének 3. fordulójába |  | 0–2   | 0–3  | 0–2   | 1–1         | —         |

1. ↑  Katar rendezőként a 2022-es világbajnokság résztvevője.

### F csoport
| Hely. | Csapat        | M | Gy | D | V | G+ | G– | Gk  | P  | Továbbjutás                                              |  | Japán | Tádzsikisztán | Kirgizisztán | Mongólia | Mianmar |
| ----- | ------------- | - | -- | - | - | -- | -- | --- | -- | -------------------------------------------------------- |  | ----- | ------------- | ------------ | -------- | ------- |
| 1.    | Japán         | 8 | 8  | 0 | 0 | 46 | 2  | +44 | 24 | Továbbjutott a 3. fordulóba és kijutott az Ázsia-kupára  |  | —     | 4–1           | 5–1          | 6–0      | 10–0    |
| 2.    | Tádzsikisztán | 8 | 4  | 1 | 3 | 14 | 12 | +2  | 13 | Továbbjutott az Ázsia-kupa selejtezőjének 3. fordulójába |  | 0–3   | —             | 1–0          | 3–0      | 4–0     |
| 3.    | Kirgizisztán  | 8 | 3  | 1 | 4 | 19 | 12 | +7  | 10 | Továbbjutott az Ázsia-kupa selejtezőjének 3. fordulójába |  | 0–2   | 1–1           | —            | 0–1      | 7–0     |
| 4.    | Mongólia      | 8 | 2  | 0 | 6 | 3  | 27 | −24 | 6  | Továbbjutott az Ázsia-kupa selejtezőjének 3. fordulójába |  | 0–14  | 0–1           | 1–2          | —        | 1–0     |
| 5.    | Mianmar       | 8 | 2  | 0 | 6 | 6  | 35 | −29 | 6  | Továbbjutott az Ázsia-kupa selejtezőjének 3. fordulójába |  | 0–2   | 4–3           | 1–8          | 1–0      | —       |

### G csoport
| Hely. | Csapat                  | M | Gy | D | V | G+ | G– | Gk  | P  | Továbbjutás                                              |  | Egyesült Arab Emírségek | Vietnám | Malajzia | Thaiföld | Indonézia |
| ----- | ----------------------- | - | -- | - | - | -- | -- | --- | -- | -------------------------------------------------------- |  | ----------------------- | ------- | -------- | -------- | --------- |
| 1.    | Egyesült Arab Emírségek | 8 | 6  | 0 | 2 | 23 | 7  | +16 | 18 | Továbbjutott a 3. fordulóba és kijutott az Ázsia-kupára  |  | —                       | 3–2     | 4–0      | 3–1      | 5–0       |
| 2.    | Vietnám                 | 8 | 5  | 2 | 1 | 13 | 5  | +8  | 17 | Továbbjutott a 3. fordulóba és kijutott az Ázsia-kupára  |  | 1–0                     | —       | 1–0      | 0–0      | 4–0       |
| 3.    | Malajzia                | 8 | 4  | 0 | 4 | 10 | 12 | −2  | 12 | Továbbjutott az Ázsia-kupa selejtezőjének 3. fordulójába |  | 1–2                     | 1–2     | —        | 2–1      | 2–0       |
| 4.    | Thaiföld                | 8 | 2  | 3 | 3 | 9  | 9  | 0   | 9  | Továbbjutott az Ázsia-kupa selejtezőjének 3. fordulójába |  | 2–1                     | 0–0     | 0–1      | —        | 2–2       |
| 5.    | Indonézia               | 8 | 0  | 1 | 7 | 5  | 27 | −22 | 1  | Továbbjutott az Ázsia-kupa selejtezőjének rájátszásába   |  | 0–5                     | 1–3     | 2–3      | 0–3      | —         |

### H csoport
| Hely. | Csapat        | M | Gy | D | V | G+ | G– | Gk  | P  | Továbbjutás                                              |  | Dél-Korea | Libanon | Türkmenisztán | Srí Lanka | Észak-Korea |
| ----- | ------------- | - | -- | - | - | -- | -- | --- | -- | -------------------------------------------------------- |  | --------- | ------- | ------------- | --------- | ----------- |
| 1.    | Dél-Korea     | 6 | 5  | 1 | 0 | 22 | 1  | +21 | 16 | Továbbjutott a 3. fordulóba és kijutott az Ázsia-kupára  |  | —         | 2–1     | 5–0           | 8–0       | 06.07.      |
| 2.    | Libanon       | 6 | 3  | 1 | 2 | 11 | 8  | +3  | 10 | Továbbjutott a 3. fordulóba és kijutott az Ázsia-kupára  |  | 0–0       | —       | 2–1           | 3–2       | 0–0         |
| 3.    | Türkmenisztán | 6 | 3  | 0 | 3 | 8  | 11 | −3  | 9  | Továbbjutott az Ázsia-kupa selejtezőjének 3. fordulójába |  | 0–2       | 3–2     | —             | 2–0       | 3–1         |
| 4.    | Srí Lanka     | 6 | 0  | 0 | 6 | 2  | 23 | −21 | 0  | Továbbjutott az Ázsia-kupa selejtezőjének 3. fordulójába |  | 0–5       | 0–3     | 0–2           | —         | 0–1         |
| 5.    | Észak-Korea   | 0 | 0  | 0 | 0 | 0  | 0  | 0   | 0  | Visszalépett                                             |  | 0–0       | 2–0     | 06.15.        | 06.03.    | —           |

1. ↑  2021. május 16-án visszalépett a selejtezőtől.

### A második helyezett csapatok rangsorolása
| Hely. | Csapat        | M | Gy | D | V | G+ | G– | Gk  | P  | Továbbjutás                                              |
| ----- | ------------- | - | -- | - | - | -- | -- | --- | -- | -------------------------------------------------------- |
| 1.    | Kína          | 6 | 4  | 1 | 1 | 16 | 3  | +13 | 13 | Továbbjutott a 3. fordulóba                              |
| 2.    | Omán          | 6 | 4  | 0 | 2 | 9  | 5  | +4  | 12 | Továbbjutott a 3. fordulóba és kijutott az Ázsia-kupára  |
| 3.    | Irak          | 6 | 3  | 2 | 1 | 6  | 3  | +3  | 11 | Továbbjutott a 3. fordulóba és kijutott az Ázsia-kupára  |
| 4.    | Vietnám       | 6 | 3  | 2 | 1 | 6  | 4  | +2  | 11 | Továbbjutott a 3. fordulóba és kijutott az Ázsia-kupára  |
| 5.    | Libanon       | 6 | 3  | 1 | 2 | 11 | 8  | +3  | 10 | Továbbjutott a 3. fordulóba és kijutott az Ázsia-kupára  |
| 6.    | Tádzsikisztán | 6 | 3  | 1 | 2 | 7  | 8  | −1  | 10 | Továbbjutott az Ázsia-kupa selejtezőjének 3. fordulójába |
| 7.    | Üzbegisztán   | 6 | 3  | 0 | 3 | 12 | 9  | +3  | 9  | Továbbjutott az Ázsia-kupa selejtezőjének 3. fordulójába |
| 8.    | Kuvait        | 6 | 2  | 2 | 2 | 8  | 6  | +2  | 8  | Továbbjutott az Ázsia-kupa selejtezőjének 3. fordulójába |

1. ↑  Kína rendezőként a 2023-as Ázsia-kupa résztvevője

## Harmadik forduló
A harmadik forduló sorsolását 2021. július 1-jén tartották. A két csoportgyőztes és a két csoportmásodik kijutott a világbajnokságra, a harmadik helyezettek a negyedik fordulóba kerültek.

### A csoport
| Hely. | Csapat                  | M  | Gy | D | V | G+ | G– | Gk  | P  | Továbbjutás                         |     | Irán | Dél-Korea | Egyesült Arab Emírségek | Irak | Szíria | Libanon |
| ----- | ----------------------- | -- | -- | - | - | -- | -- | --- | -- | ----------------------------------- | --- | ---- | --------- | ----------------------- | ---- | ------ | ------- |
| 1.    | Irán                    | 10 | 8  | 1 | 1 | 15 | 4  | +11 | 25 | Kijutott a 2022-es világbajnokságra |     | —    | 1–1       | 1–0                     | 1–0  | 1–0    | 2–0     |
| 2.    | Dél-Korea               | 10 | 7  | 2 | 1 | 13 | 3  | +10 | 23 | Kijutott a 2022-es világbajnokságra |     | 2–0  | —         | 1–0                     | 0–0  | 2–1    | 1–0     |
| 3.    | Egyesült Arab Emírségek | 10 | 3  | 3 | 4 | 7  | 7  | 0   | 12 | A negyedik fordulóba jutott         |     | 0–1  | 1–0       | —                       | 2–2  | 2–0    | 0–0     |
| 4.    | Irak                    | 10 | 1  | 6 | 3 | 6  | 12 | −6  | 9  |                                     |     | 0–3  | 0–3       | 1–0                     | —    | 1–1    | 0–0     |
| 5.    | Szíria                  | 10 | 1  | 3 | 6 | 9  | 16 | −7  | 6  |                                     | 0–3 | 0–2  | 1–1       | 1–1                     | —    | 2–3    |         |
| 6.    | Libanon                 | 10 | 1  | 3 | 6 | 5  | 13 | −8  | 6  |                                     | 1–2 | 0–1  | 0–1       | 1–1                     | 0–3  | —      |         |

### B csoport
| Hely. | Csapat       | M  | Gy | D | V | G+ | G– | Gk  | P  | Továbbjutás                         |     | Szaúd-Arábia | Japán | Ausztrália (ország) | Omán | Kína | Vietnám |
| ----- | ------------ | -- | -- | - | - | -- | -- | --- | -- | ----------------------------------- | --- | ------------ | ----- | ------------------- | ---- | ---- | ------- |
| 1.    | Szaúd-Arábia | 10 | 7  | 2 | 1 | 12 | 6  | +6  | 23 | Kijutott a 2022-es világbajnokságra |     | —            | 1–0   | 1–0                 | 1–0  | 3–2  | 3–1     |
| 2.    | Japán        | 10 | 7  | 1 | 2 | 12 | 4  | +8  | 22 | Kijutott a 2022-es világbajnokságra |     | 2–0          | —     | 2–1                 | 0–1  | 2–0  | 1–1     |
| 3.    | Ausztrália   | 10 | 4  | 3 | 3 | 15 | 9  | +6  | 15 | A negyedik fordulóba jutott         |     | 0–0          | 0–2   | —                   | 3–1  | 3–0  | 4–0     |
| 4.    | Omán         | 10 | 4  | 2 | 4 | 11 | 10 | +1  | 14 |                                     |     | 0–1          | 0–1   | 2–2                 | —    | 2–0  | 3–1     |
| 5.    | Kína         | 10 | 1  | 3 | 6 | 9  | 19 | −10 | 6  |                                     | 1–1 | 0–1          | 1–1   | 1–1                 | —    | 3–2  |         |
| 6.    | Vietnám      | 10 | 1  | 1 | 8 | 8  | 19 | −11 | 4  |                                     | 0–1 | 0–1          | 0–1   | 0–1                 | 3–1  | —    |         |

## Negyedik forduló
A harmadik forduló két harmadik helyezett csapata egyetlen mérkőzést játszott. A győztes az interkontinentális pótselejtezőbe jutott.
| 1. csapat               | Eredmény | 2. csapat  |
| ----------------------- | -------- | ---------- |
| Egyesült Arab Emírségek | 1–2      | Ausztrália |

| 2022. június 7. 21:00 (UTC+3) |

| Egyesült Arab Emírségek | 1–2               | Ausztrália             |
| ----------------------- | ----------------- | ---------------------- |
| Caio 57'                | (0–0) Jegyzőkönyv | Irvine 53' Hrustic 84' |

| Ahmad bin Ali Stadion, al-Rajján (Katar) Játékvezető: Ilgiz Tantashev (üzbég) |

## Interkontinentális pótselejtező
A negyedik forduló győztesének interkontinentális pótselejtezőt kellett játszania. A párosításokat 2021. november 26-án sorsolták. A mérkőzésre 2022 június 13-án került sor.
| 1. csapat  | Eredmény     | 2. csapat |
| ---------- | ------------ | --------- |
| Ausztrália | 0–0 (t. 5–4) | Peru      |

## A világbajnokságra kijutott csapatok
A világbajnokságra az AFC tagországai közül az alábbi csapatok jutottak ki:
A kvalifikáció megszerzésének sorrendjében. A "Világbajnoki részvétel" oszlop már tartalmazza a 2022-es labdarúgó-világbajnokságot is.
| Csapat       | Kvalifikáció módja                                       | Kvalifikáció időpontja | Világbajnoki részvétel | Utolsó részvétel | Legjobb eredmény                          |
| ------------ | -------------------------------------------------------- | ---------------------- | ---------------------- | ---------------- | ----------------------------------------- |
| Irán         | 3. forduló, A csoport, 1. helyezett                      | 2022. január 27.       | 6                      | 2018             | Csoportkör (1978, 1998, 2006, 2014, 2018) |
| Dél-Korea    | 3. forduló, A csoport, 2. helyezett                      | 2022. február 1.       | 11                     | 2018             | Negyedik hely (2002)                      |
| Japán        | 3. forduló, B csoport, 2. helyezett                      | 2022. március 24.      | 7                      | 2018             | Nyolcaddöntő (2002, 2010, 2018)           |
| Szaúd-Arábia | 3. forduló, B csoport, 1. helyezett                      | 2022. március 24.      | 6                      | 2018             | Nyolcaddöntő (1994)                       |
| Ausztrália   | Interkontinentális pótselejtező, AFC – CONMEBOL győztese | 2022. június 13.       | 6                      | 2018             | Nyolcaddöntő (2006)                       |